# Hilara compacta
Hilara compacta är en tvåvingeart som beskrevs av Enrico Adelelmo Brunetti 1913. Hilara compacta ingår i släktet Hilara och familjen dansflugor. Inga underarter finns listade i Catalogue of Life.